# Cymosafia pallida
Cymosafia pallida là một loài bướm đêm trong họ Noctuidae.